# George Olteanu
George Crinu Olteanu Raicu (ur. 3 maja 1974 w Ștefănești) – rumuński bokser kategorii koguciej, amatorski mistrz świata z Houston.

## Kariera
W 1996 roku startował na Igrzyskach w Atlancie. Olteanu odpadł w 3 walce, przegrywając z Węgrem Istvánem Kovácsem, który zdobył złoty medal.
W 1997 startował na mistrzostwach świata w Budapeszcie, gdzie odpadł w 2 walce, w 1 pojedynku pokonał Amerykanina Rocky’ego Juareza.
W 1999 zdobył upragnione złoto podczas mistrzostw świata w Houston. W finale pokonał reprezentanta Rosji Kamila Dżamałutdinowa.
W 2000 roku startował po raz 2 na Igrzyskach olimpijskich, tym razem w Sydney. Doszedł do ćwierćfinału, gdzie pokonał go Amerykanin Clarence Vinson, który zdobył brązowy medal.